# Mineral County, West Virginia
Mineral County är ett administrativt område i delstaten West Virginia, USA, med 28 212 invånare. Den administrativa huvudorten (county seat) är Keyser. 

## Geografi
Enligt United States Census Bureau har countyt en total area på 852 km². 848 km² av den arean är land och 4 km²  är vatten. 

### Angränsande countyn
- Allegany County, Maryland - nord
- Hampshire County - öst
- Grant County - sydväst
- Garrett County, Maryland - väst
- Hardy County - syd